# Zapalenie opon mózgowo-rdzeniowych Mollareta
Zapalenie opon mózgowo-rdzeniowych Mollareta (ang. Mollaret's meningitis) – rzadkie i łagodne zapalenie opon mózgowo-rdzeniowych, czasami o przebiegu nawrotowym. Jednostkę chorobową opisał francuski lekarz Pierre Mollaret w 1944 roku.

## Etiologia
Etiologia zapalenia opon mózgowo-rdzeniowych Mollareta początkowo była niewyjaśniona. Dzisiaj uznaje się, że wirus opryszczki pospolitej typu 2 jest przyczyną większości (84%) przypadków tej choroby, ponieważ wykrywano jego DNA za pomocą PCR w płynie mózgowo-rdzeniowym, niekiedy wykrywano też wirusa opryszczki zwykłej typu 1, Epsteina-Barr, Coxsackie oraz ECHO.

## Objawy i przebieg
Przed napadem zapalenia opon mózgowo-rdzeniowych Mollareta mogą występować przemijające objawy pod postacią parestezji, bólów stawów lub bólu neuropatycznego. Napad trwa od kilku dni do kilku tygodni, zazwyczaj 2–7 dni. Najczęściej występują w nim objawy pod postacią gorączki, bólu głowy, wymiotów oraz sztywność karku, rzadziej takie jak splątanie czy afazja. Opisano wystąpienie wysypki. W okresie napadu badanie płynu mózgowo-rdzeniowego wykazuje pleocytozę, w pierwszej dobie jego trwania pojawiają się w nim też charakterystyczne dla tej choroby duże, jednojądrzaste komórki, zwane komórkami Mollareta (czasami mogą nie być obecne albo występować przy nawracającym chemicznym zapaleniu opon mózgowo-rdzeniowych wywołanym wyciekaniem łoju wytwarzanego przez potworniaka wewnątrzczaszkowego, chorobie Behçeta, sarkoidozie i gorączce Zachodniego Nilu). Występuje niewielkie zwiększenie stężenia białka przy prawidłowym poziomie glukozy. We wczesnym okresie występują duże komórki endotelialne. Objawy przechodzą, nie pozostawiając po sobie trwałych zaburzeń neurologicznych. Pomiędzy napadami nie występują żadne objawy.

## Rozpoznanie
Możliwe jest jedynie rozpoznanie różnicowe. Chorobę należy różnicować z rodzinną gorączką śródziemnomorską oraz postaciami neurologicznymi zespołu Sweeta i choroby Behçeta.

## Leczenie
Brak leczenia swoistego. Choroba czasami przechodzi samoistnie, więc leczenie nie jest potrzebne. Proponowano ciągłą terapię acyklowirem u niektórych chorych w celu zmniejszenia częstości napadów i poprawy jakości życia chorych oraz w celach profilaktycznych. Próbowano także terapii walacyklowirem i famcyklowirem, ale nie opublikowano badań potwierdzających ich skuteczność w prewencji napadów choroby.